# Johann Herrmann Adam
Johann Herrmann Adam, též Johann Hermann Adam (22. listopadu 1812 Georgswalde – 28. ledna 1890 Česká Lípa), byl rakouský podnikatel ve sklářském průmyslu a politik německé národnosti z Čech, v 60. a 70. letech 19. století poslanec Českého zemského sněmu.

## Biografie
Působil jako obchodník se sklem a majitel rafinérie skla v Polevsku. Od roku 1851 byl starostou Polevska. Byl rovněž členem obchodní a živnostenské komory v Liberci. Roku 1879 se přestěhoval do Prahy, později do České Lípy, kde byl inspektorem tamní pojišťovny.
Po obnovení ústavního systému vlády počátkem 60. let se zapojil i do vysoké politiky. V zemských volbách v Čechách roku 1861 byl zvolen na Český zemský sněm, kde zastupoval kurii městskou, obvod Hajda, Šenov, Plottendorf, Parchen. Zvolen byl až v 3. kole o jeden hlas a jeho volba pak byla napadnuta. Potvrzena byla v dubnu 1861. Mandát zde obhájil i v zemských volbách v lednu 1867, zemských volbách v březnu 1867, zemských volbách roku 1870, zemských volbách roku 1872 a zemských volbách roku 1878. Patřil k tzv. Ústavní straně, která byla liberálně, centralisticky a provídeňsky orientovaná. Na mandát rezignoval roku 1880. Nahradil ho Franz Schlegel.
Zemřel v říjnu 1869.